# Metacanthus (Megalomerium) serratum
Megalomerium serratum, Metacanthus (Megalomerium)
Espèce
Synonymes
- † Megalomerium serratum Théobald, 1937

Methacantus (Megalomerium) serratum est une espèce fossile d'insectes de l'ordre des hémiptères (les hémiptères sont caractérisés par leurs deux paires d'ailes dont l'une, en partie cornée, est transformée en hémiélytre), de la famille des Berytidae et du genre Metacanthus.

## Classification
Cette espèce Methacantus (Megalomerium) serratum est décrite en 1937 par le paléontologue français Nicolas Théobald (1903-1981) dans sa thèse sous le protonyme Megalomerium serratum,. 

### Fossiles
L'holotype, A59, de l'ère Cénozoïque, et de l'époque Oligocène (33,9 à 23,03 Ma.) fait partie de la collection de l'institut géologique de Lyon et vient du gisement de gypse d'Aix-en-Provence.

### Étymologie
Cette espèce est un hommage à Marcel de Serres.

### Renommage
L'espèce a été reclassée par André Nel en 1992 dans le genre Metacanthus.

## Description

### Caractères
La diagnose de Théobald, 1937, : 

« Insecte grêle ; corps, antennes et pattes allongés lui donnant un port de Tipule. Tête allongée et étroite, portant les yeux à la base et les antennes à l'extrémité ; ces dernières sont très longues, l'article basal est court, mais le 2e article dépasse l'apex du thorax, le 3e est plus court, les autres manquent. Pronotum deux fois plus long que large, avec un collier antérieur distinct, porte dans la moitié postérieure une arête médiane longitudinale ; surface couverte de fines ponctuations brunes qui sont espacées et qu'on retrouve de même sur la corie ; scutellum effacé. Abdomen allongé en fuseau, segmentation effacée, les bords latéraux sont à peine renflés. Ailes atteignant presque l'extrémité de l'abdomen, corie peu développée, longue et étroite, membrane sans nervures discernables. Pattes grêles, cuisses III atteignant l'apex de l'abdomen, elles sont à peine renflées vers l'extrémité distale, tibias de même longueur, tarse de trois articles beaucoup plus courts. »

### Dimensions
Ce spécimen a une longueur totale de 10 mm.

### Affinités
« L'échantillon est marqué « Ploiaria » par M. de Serres qui le cite dans sa Géognésie des terrains tertiaires. Il fait remarquer la forme allongée de son corps et ses pieds antérieurs propres à saisir une proie. En réalité il ne peut s'agir du g. Ploiaria. Ce dernier, famille des Reduviidae, est aptère. Les pattes antérieures sont ravisseuses, elles manquent ici. Les pattes postérieures sont beaucoup plus longues. les caractères, en particulier le collier antérieur du pronotum, sont assez nets, pour caractériser le g. Megalomerium ; M. pertenerum Bredd. de Ceylan et des Indes a une longueur de 7 mm. 
Cet insecte nous est connu aussi de Céreste par un exemplaire (F220) et sa contre empreinte (F257) appartenant à la collection Fliche de l'école des Eaux et Forêts de Nancy. »

## Biologie
« Le g. Megalomerium vit dans les régions paléarctiques (ex. M. meridionale Costa) et orientale. »

### Publication originale
- [1937] Nicolas Théobald, « Les insectes fossiles des terrains oligocènes de France 473 p., 17 fig., 7 cartes,13 tables, 29 planches hors texte », Bulletin Mensuel de la Société des Sciences de Nancy et Mémoires de la Société des sciences de Nancy, Imprimerie G. Thomas,‎ 1937, p. 1-473 (ISSN 1155-1119 et 2263-6439, OCLC 786027547). .